# Войцехувка (Томашівський повіт)
Войцехувка (пол. Wojciechówka) — село в Польщі, у гміні Тишівці Томашівського повіту Люблінського воєводства.
Населення — 171 особа (2011).
У 1975-1998 роках село належало до Замойського воєводства.

## Демографія
Демографічна структура станом на 31 березня 2011 року:
|          | Загалом | Допрацездатний вік | Працездатний вік | Постпрацездатний вік |
| -------- | ------- | ------------------ | ---------------- | -------------------- |
| Чоловіки | 85      | 24                 | 53               | 8                    |
| Жінки    | 86      | 16                 | 50               | 20                   |
| Разом    | 171     | 40                 | 103              | 28                   |